# Takaharu Furukawa
Takaharu Furukawa, (em japonês: 古川 高晴, 9 de agosto de 1984, Aomori, Japão) é um arqueiro vice-campeão olímpico na modalidade individual em Londres 2012. Nos jogos de 2020, em Tóquio, conquistou a medalha de bronze no individual masculino e na disputa por equipes.
Participou também das Olimpíadas de Pequim 2008 sem obter nenhuma medalha.